# Digitales Headend
Ein Digitales Headend (auch Headend oder Multiplex-Center) ist ein Bestandteil der Anlagen zur Verteilung von digitalen Rundfunksignalen.  Der Begriff Headend wurde von der Kabelkopfstelle übernommen, die eine vergleichbare Aufgabe in der Verteilung von analogen Rundfunksignalen übernehmen. Das digitale Headend empfängt die Video-, Audio-Daten (A/V-Daten) und die Zusatzdaten, die durch das Studio (Fernsehstudio, Tonstudio) zur Verfügung gestellt werden, komprimiert und bündelt diese für die weitere Verteilung zu den Rundfunkempfängern. Die Übertragung zum Rundfunkempfänger geschieht über einen Satelliten, terrestrische Fernsehsender (Sendeanlage), Breitbandkabel oder über das Internet.

## Bestandteile und Struktur
Ein übliches digitales Headend besteht im Wesentlichen aus:
- einer schaltbaren Kreuzschiene (auch Eingangsmatrix) zur Verteilung der Audio- und Videodatenströme,
- ein oder mehreren Encodern zur Komprimierung der Video- und Audiodaten in einen üblichen Rundfunkstandard (MPEG-2, MPEG-4 AVC),
- einem Multiplexer zum Zusammenfügen, der durch die Encoder erzeugten Datenströme üblicherweise zu einem Transportstrom (MPEG-TS) und
- Einheiten zum Einfügen von Zusatzdaten mit einem Bezug zum Programm

## Einbindung in der Produktions- und Verteilkette
Die verfügbaren Programminhalte (live, zeitversetzt, gespeichert) werden durch ein Playout zeitlich ausgewählt und ausgespielt. Dieser Programminhalt wird mit einer hohen Bild- (Auflösung, Farbkodierung, Framerate)  und Tonqualität über eine primäre Verteilung an das digitale Headend übertragen. Der im digitalen Headend erzeugte Transportstrom wird dann über die sekundäre Verteilung, z. B einem terrestrischen Sendernetz an die Fernsehempfänger übertragen.

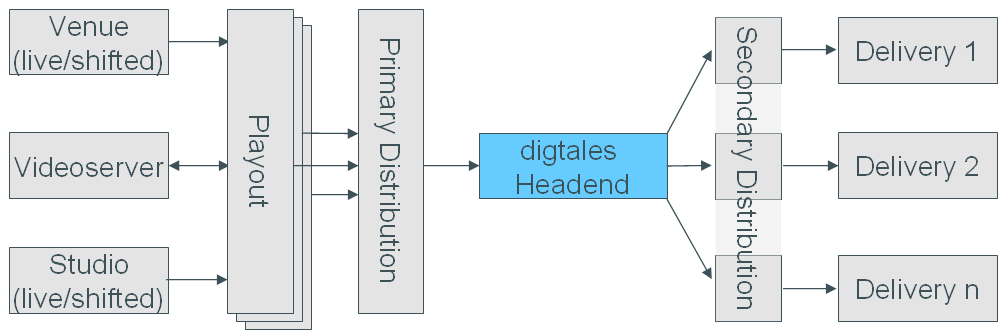
Verarbeitungskette Produktion und Verteilung digitaler Rundfunk

## Eingangssignale
Die üblichen Eingangssignale lassen sich in zwei Klassen aufteilen:
- Unkomprimierte A/V-Daten

Diese Daten werden über die standardisierten professionellen Schnittstellen SDI, HD-SDI und 3G-SDI empfangen.
- Komprimierte A/V-Daten

Übliche Schnittstelle hierfür sind ASI, TS over IP und DVB-S bzw. DVB-S2

## Verarbeitung
Die Verarbeitung besteht im Wesentlichen aus zwei Verarbeitungsschritten:
- Die Formatkonvertierung und Datenratenanpassung der Audio- und Videodaten. Die Bildgröße der Videodaten wird bei Bedarf auf eine bestimmte Ausgangsgröße skaliert und üblicherweise nach dem Standard MPEG-2 oder MPEG-4 AVC enkodiert. Bei der Komprimierung der Videodaten erfolgt auch eine Datenratenanpassung an die Bandbreite des Ausgangs. Entweder wird dabei jedem Programm eine konstante Bitrate zugewiesen oder die Programme teilen sich die zur Verfügung stehende Bandbreite variabel (variable Bitrate) in einem statistischen Multiplex. Zur Komprimierung der Audio Daten wird häufig das Format MPEG-1 Audio Layer 2 oder MPEG-4 High Efficiency Advanced Audio Coding (HE-AAC) mit konstanter Bitrate verwendet.
- Das Zusammenfügen (Multiplexen) der komprimierten A/V-Ströme und der Zusatzdaten zu einem Transportstrom. Beim Zusammenfügen werden auf Basis einer festgelegten Bandbreite sowohl die zeitlichen Bedingungen für eine fehlerfreie Anzeige bei den Empfängern als auch die für den jeweiligen Übertragungsweg berücksichtigt.

## Ausgangssignale und -formate
Am Ausgang liefert das digitale Headend einen Transportstrom der zusätzliche Informationen enthält, die abhängig von der benutzten Übertragungsstrecke zum Fernsehempfänger sind.